# Piet Blauw
Pieter Marinus (Piet) Blauw (Alkmaar, 30 september 1937 – Veendam, 16 mei 2019) was een Nederlands politicus. Namens de Volkspartij voor Vrijheid en Democratie (VVD) was hij lid van de Tweede Kamer.
Blauw was een boer, afkomstig uit de Groningse landbouwsector. In 1981 werd hij lid van VVD-fractie in de Tweede Kamer, waar hij landbouwwoordvoerder werd. Hij was bestuurlijk actief in diverse landbouworganisaties, de plaatselijke voetbalclub, een waterschap en de paardenhouderij. Blauw was van 7 februari 1985 tot het einde van zijn kamerlidmaatschap voorzitter van de commissie Landbouw. Bij zijn afscheid als Kamerlid op 19 mei 1998 zei Kamervoorzitter Piet Bukman over hem: 'uw bolster is betrekkelijk ruw, de pit is lelieblank'.
- Parlement.com: vg09llmoaazx